# أليخاندرو نافارو
أليخاندرو نافارو (بالإسبانية: Alejandro Navarro)‏ هو سياسي تشيلي، ولد في 20 نوفمبر 1958 في سانتياغو في تشيلي. حزبياً، نشط في MAS Region ‏. وقد انتخب عضو مجلس الشيوخ من شيلي وانتخب عضو مجلس النواب من شيلي.